# Callicostella salaziae
Callicostella salaziae är en bladmossart som beskrevs av Brotherus 1907. Callicostella salaziae ingår i släktet Callicostella och familjen Hookeriaceae. Inga underarter finns listade i Catalogue of Life.